# Lliga guatemalenca de futbol
La lliga guatemalenca de futbol, la màxima categoria de la qual s'anomena Liga Nacional de Fútbol de Guatemala, antigament anomenada Liga Mayor A, és la màxima competició de Guatemala de futbol. És organitzada per la Federación Nacional de Fútbol de Guatemala.

## Història
El primer torneig professional s'organitzà el 1942 i fou el continuador de la Liga Capitalina, un campionat amateur que es disputava des del 1919. El campionat de 1942-43 fou disputat per set clubs a doble volta. Tres equips, Municipal, Tipografía Nacional i Guatemala FC acabaren empatats i disputaren una ronda final d'on en sortí campió el Municipal.
Com a la majoria de països americans, el sistema actual es divideix en dues lligues anuals, anomenades d'Obertura (Apertura) i Clausura.
Amb anterioritat a la creació de la lliga professional existiren al país dos altres campionats de caràcter nacional que foren el Campionat Nacional guatemalenc de futbol i el Campionat de la República guatemalenc de futbol.

## Equips participants 2008-2009
- Comunicaciones (Ciutat de Guatemala)
- Heredia (Morales)
- Jalapa (Jalapa)
- Marquense (San Marcos)
- Municipal (Ciutat de Guatemala)
- Petapa (San Miguel Petapa)
- Suchitepéquez (Mazatenango)
- Xelajú (Quetzaltenango)
- Xinabajul (Huehuetenango)
- Zacapa (Zacapa)

## Historial
Font:
- 1942-43:  CSD Municipal (1)
- 1943:  Tipografía Nacional (1)
- 1944-45:  Tipografía Nacional (2)
- 1947:  CSD Municipal (2)
- 1950-51:  CSD Municipal (3)
- 1952-53:  Tipografía Nacional (3)
- 1954-55:  CSD Municipal (4)
- 1956:  CSD Comunicaciones (1)
- 1957-58:  CSD Comunicaciones (2)
- 1959-60:  CSD Comunicaciones (3)
- 1961-62:  Xelajú Mario Camposeco (1)
- 1963-64:  CSD Municipal (5)
- 1964:  Aurora FC (1)
- 1965-66:  CSD Municipal (6)
- 1966:  Aurora FC (2)
- 1967-68:  Aurora FC (3)
- 1968-69:  CSD Comunicaciones (4)
- 1969-70:  CSD Municipal (7)
- 1970-71:  CSD Comunicaciones (5)
- 1971:  CSD Comunicaciones (6)
- 1972:  CSD Comunicaciones (7)
- 1973:  CSD Municipal (8)
- 1974:  CSD Municipal (9)
- 1975:  Aurora FC (4)
- 1976:  CSD Municipal (10)
- 1977:  CSD Comunicaciones (8)
- 1978:  Aurora FC (5)
- 1979-80:  CSD Comunicaciones (9)
- 1980:  Xelajú Mario Camposeco (2)
- 1981:  CSD Comunicaciones (10)
- 1982:  CSD Comunicaciones (11)
- 1983:  CD Suchitepéquez (1)
- 1984:  Aurora FC (6)
- 1985-86:  CSD Comunicaciones (12)
- 1986:  Aurora FC (7)
- 1987:  CSD Municipal (11)
- 1988-89:  CSD Municipal (12)
- 1989-90:  CSD Municipal (13)
- 1990-91:  CSD Comunicaciones (13)
- 1991-92:  CSD Municipal (14)
- 1992-93:  Aurora FC (8)
- 1993-94:  CSD Municipal (15)
- 1994-95:  CSD Comunicaciones (14)
- 1995-96:  Xelajú Mario Camposeco (3)
- 1996-97:  CSD Comunicaciones (15)
- 1997-98:  CSD Comunicaciones (16)
- 1998-99:  CSD Comunicaciones (17)
- 1999-00 A:  CSD Comunicaciones (18)
- 1999-00 C:  CSD Municipal (16)
- 2000-01 A:  CSD Municipal (17)
- 2000-01 C:  CSD Comunicaciones (19)
- 2001-02 A:  CSD Municipal (18)
- 2001-02 C:  CSD Municipal (19)
- 2002-03 A:  CSD Comunicaciones (20)
- 2002-03 C:  CSD Comunicaciones (21)
- 2003-04 A:  CSD Municipal (20)
- 2003-04 C:  Cobán Imperial (1)
- 2004-05 A:  CSD Municipal (21)
- 2004-05 C:  CSD Municipal (22)
- 2005-06 A:  CSD Municipal (23)
- 2005-06 C:  CSD Municipal (24)
- 2006-07 A:  CSD Municipal (25)
- 2006-07 C:  Xelajú Mario Camposeco (4)
- 2007-08 A:  Deportivo Jalapa (1)
- 2007-08 C:  CSD Municipal (26)
- 2008-09 A:  CSD Comunicaciones (22)
- 2008-09 C:  Deportivo Jalapa (2)
- 2009-10 A:  CSD Municipal (27)
- 2009-10 C:  CSD Municipal (28)
- 2010-11 A:  CSD Comunicaciones (23)
- 2010-11 C:  CSD Comunicaciones (24)
- 2011-12 A:  CSD Municipal (29)
- 2011-12 C:  Xelajú Mario Camposeco (5)
- 2012-13 A:  CSD Comunicaciones (25)
- 2012-13 C:  CSD Comunicaciones (26)
- 2013-14 A:  CSD Comunicaciones (27)
- 2013-14 C:  CSD Comunicaciones (28)
- 2014-15 A:  CSD Comunicaciones (29)
- 2014-15 C:  CSD Comunicaciones (30)
- 2015-16 A:  Antigua GFC (1)
- 2015-16 C:  CD Suchitepéquez (2)
- 2016-17 A:  Antigua GFC (2)
- 2016-17 C:  CSD Municipal (30)
- 2017-18 A:  Antigua GFC (3)
- 2017-18 C:  Deportivo Guastatoya (1)
- 2018-19 A:  Deportivo Guastatoya (2)
- 2018-19 C:  Antigua GFC (4)
- 2019-20 A:  CSD Municipal (31)
- 2019-20 C: Campionat cancel·lat
- 2020-21 A:  Deportivo Guastatoya (3)
- 2020-21 C:  FC Santa Lucía (1)
- 2021-22 A:  CD Malacateco (1)
- 2021-22 C:  CSD Comunicaciones (31)
- 2022-23 A:  Cobán Imperial (2)
- 2022-23 C:  Xelajú Mario Camposeco (6)